# Anthophorula chionura
Anthophorula chionura är en biart som först beskrevs av Cockerell 1925.  Anthophorula chionura ingår i släktet Anthophorula och familjen långtungebin. Inga underarter finns listade i Catalogue of Life.